# RA 361–363
Die drei Elektrolokomotiven der Baureihe 36 der Rete Adriatica wurden 1905 als zweite Lokomotivserie für die oberitalienische Veltlinbahn des Rete Adriatica von der ungarischen Firma Ganz & Cie in Budapest gebaut.

## Technische Merkmale

Bauzeichnung RA 361–363

Die RA 36 wiesen relativ große, mittels Gestänge gekuppelte Treibräder auf sowie davor und dahinter je eine Laufradachse. Die äußeren Triebachsen waren mit der benachbarten Laufachse zu einem Carrello Italiano zusammengefasst, einer modifizierten Version des Krauss-Helmholtz-Lenkgestell. Die beiden Fahrmotoren waren im Hauptrahmen gelagert. Die beiden Motoren trieben über einen dreieckförmigen Kuppelrahmen die mittlere seitenverschiebbare Triebachse an, die mit einer Kuppelstange mit den beiden äußeren Triebachsen verbunden war.
Der frequenzabhängige Drehstrom-Antrieb und die fest vorgegebene Speisefrequenz ließen keine feinstufige Regelung der Motordrehzahl zu. Die Fahrgeschwindigkeit wurde durch Kaskadenschaltung der beiden Doppelmotoren mit Betrieb als Single oder in Kaskade mit verdoppelter Polpaarzahl eingestellt. Nach der Anfahr- bzw. den Übergangsphasen mit dem baulich vorgegebenen Treibraddurchmesser ließ sich eine Leerlauf-Endgeschwindigkeit von 35 oder 71 km/h erreichen. Je nach den Lastbedingungen blieb die Fahrgeschwindigkeit stets etwas hinter dem theoretischen Höchstwert zurück. (Siehe dazu Drehstrom-Asynchronmotor)
Die Übertragung der elektrischen Energie erfolgte aus der zweipoligen Oberleitung sowie über das Gleis als dritter Stromleitung des Dreiphasenwechselstromsystems. Die ursprüngliche Ausführung der Lokomotive hatte vorn und hinten auf dem Dach jeweils einen Trägerbügel mit zwei Rollenstromabnehmern. Diese wurden während des Betriebs bei den SBB gegen Bügelstromabnehmer ausgetauscht.

## Geschichte
Nach ihrem ersten Einsatz auf der Veltlinbahn wurden die drei Maschinen 1906–1908 von der BBC gemietet, damit für die Betriebseröffnung des zur Hälfte auf italienischem Boden liegenden Simplontunnels die vertraglich zugesicherten fünf Lokomotiven zur Verfügung standen. Der Betrieb erfolgte hier mit 3000 Volt und 16 Hertz. Die Lokomotiven wurden von den schweizerischen SBB als Fb 3/5 geführt, die Buchstaben „RA“ vor der originalen Lokomotivnummer während des Betriebes auf der Simplonstrecke entfernt. Nach Ablieferung weiterer Lokomotiven von BBC wurden die drei Loks zurückgegeben an die mittlerweile neu gegründete Ferrovie dello Stato und dort als Baureihe E.360 geführt. Die FS E.360.001 war bis in die 1960er Jahre in Betrieb.

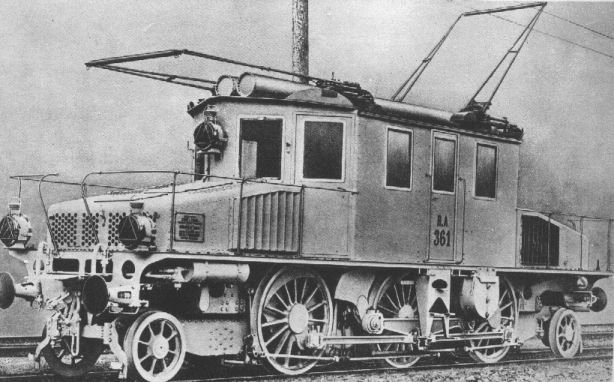
Lokomotive RA 361
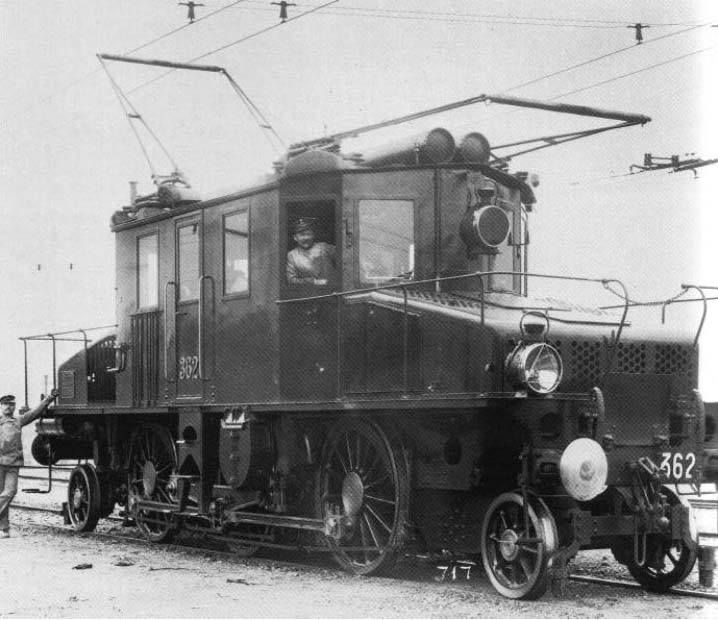
Lokomotive RA 362
RA 362 Seitenansicht
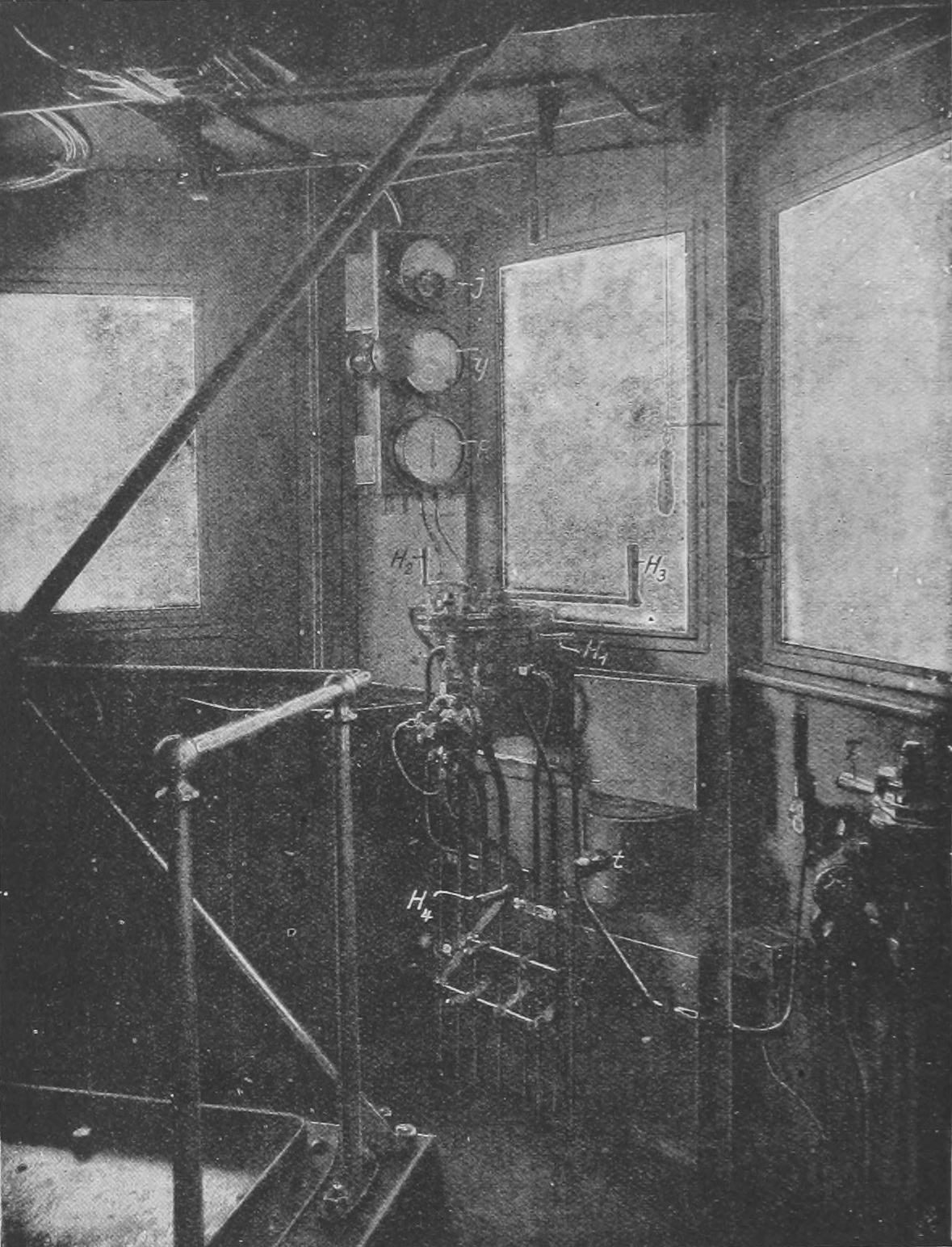
Führerstand RA 362
RA 362 in Brig als SBB-Lok mit Bügelstromabnehmern